# Isabella Sermon
Isabelle Sermon (Kensington and Chelsea, 8 juli 2006) is een Brits actrice. Ze is voornamelijk bekend door haar rol van Maisie Lockwood in de films Jurassic World: Fallen Kingdom en Jurassic World Dominion.

## Biografie
Isabella Sermon was negen toen ze voor het eerst met acteren te maken kreeg in een schoolmusical gebaseerd op De reuzenperzik van Roald Dahl. Terwijl ze nog op de middelbare school zat, kreeg Sermon al haar eerste grote rol in Jurassic World: Fallen Kingdom. Ze speelde in deze film Maisie Lockwood, de kleindochter van Dr. Benjamin Lockwood gespeeld door James Cromwell. Sermon speelde deze rol opnieuw in de vervolgfilm Jurassic World Dominion. Tijdens de promotietour van de film, was Sermon bezig met het verkrijgen van haar GCSE.
In 2023 sprak Sermon de stem in van het personage Claire in de podcast People Who Knew Me van BBC Radio 4.

## Filmografie

### Films
| Jaar | Titel                          | Rol             |
| ---- | ------------------------------ | --------------- |
| 2018 | Jurassic World: Fallen Kingdom | Maisie Lockwood |
| 2022 | Jurassic World Dominion        | Maisie Lockwood |

### Radio
| Jaar | Titel                            | Rol    |
| ---- | -------------------------------- | ------ |
| 2023 | People Who Knew Me (BBC Radio 4) | Claire |